# Mala noche
|  |  |

El aguafuerte Mala noche es un grabado de la serie Los Caprichos del pintor español Francisco de Goya. Está numerado con el número 36 en la serie de 80 estampas. Se publicó en 1799.

## Interpretaciones de la estampa
Existen varios manuscritos contemporáneos que explican las láminas de los Caprichos. El que se encuentra en el Museo del Prado se tiene como autógrafo de Goya, pero parece más bien despistar y buscar un significado moralizante que encubra significados más arriesgados para el autor. Otros dos, el que perteneció a Ayala y el que se encuentra en la Biblioteca Nacional, realzan la parte más escabrosa de las láminas.
- Explicación de esta estampa del manuscrito del Museo del Prado: A estos trabajos se exponen las niñas pindongas, que no se quieren estar en casa.[2]

- Manuscrito de Ayala: Malo anda el negocio, cuando el viento y no el dinero levanta las sayas a las buenas mozas.[2]

- Manuscrito de la Biblioteca Nacional: Noche de viento recio, mala para las putas.[2]